# Achille Ernest Oscar Joseph Delesse
Achille Delesse
Achille Ernest Oscar Joseph Delesse (Metz, 3 de fevereiro de 1817 — Paris, 24 de março de 1881) foi um geólogo e mineralogista francês. Ele é creditado por inventar o princípio Delesse em estereologia.

## Educação e carreira
Delesse nasceu em Metz. Aos vinte anos, ingressou na Escola Politécnica e, posteriormente, foi para a Mines ParisTech, onde foi treinado sob a tutela de Léonce Élie de Beaumont e Armand Dufrénoy. Em 1845, foi nomeado para a cadeira de mineralogia e geologia na Universidade de Franche-Comté, em Besançon. Em 1850, tornou-se professor de geologia na Sorbonne, em Paris; e, em 1864, professor de agricultura na Mines ParisTech.
Delesse faleceu em Paris em 24 de março de 1881.

## Pesquisas
Nos primeiros anos como engenheiro de minas, Delesse investigou e descreveu vários novos minerais; posteriormente, dedicou-se ao estudo de rochas, criando novos métodos para sua determinação e fornecendo descrições específicas de meláfiro, arcose, pórfiro, sienito e outros. As rochas ígneas dos Vosgos, dos Alpes, da Córsega, etc., e o tema do metamorfismo ocuparam sua atenção. Ele também preparou, em 1858, mapas geológicos e hidrológicos de Paris, com referência à água subterrânea, mapas semelhantes dos departamentos de Sena e Sena e Marne, e um mapa agronômico de Sena e Marne (1880), no qual mostrou a relação existente entre as características físicas e químicas do solo e a estrutura geológica.
A Revue des progrès de géologie anual de Delesse, realizada com a assistência (1860–1865) de Auguste Laugel e, posteriormente (1865–1878), de Albert de Lapparent, foi publicada de 1860 a 1880. Suas observações sobre a litologia dos depósitos acumulados no fundo do mar foram de especial interesse e importância. Suas publicações separadas foram: Recherches sur l'origine des roches (Paris, 1865); Étude sur le métamorphisme des roches (1869), Lithologie des mers de France et des mers principales du globe (2 vols. e atlas, 1871).

## Homenagens
Delesse foi eleito membro da American Philosophical Society em 1863 e da Académie des sciences em 1879. Em 1878, ele se tornou inspetor-geral do Corps des mines.